# 鉾田陸軍飛行學校
鉾田陸軍飛行學校（日語：ほこたりくぐんひこうがっこう）為以前位於日本茨城縣鹿島郡（現在的鉾田市）新宮村之大日本帝國陸軍飛航訓練教育機関。

## 概要
前身為濱松陸軍飛行學校鉾田分教所。1940年7月10日鉾田陸軍飛行學校令（昭和15年軍令陸第17號）制定、從濱松飛行學校獨立出來，昇格為陸軍航空總監部隷下鉾田陸軍飛行學校，同年12月1日正式開校。1943年、設置原町（福島縣）分校。
該校目的：使學生修習輕轟炸隊運用必要之學術、輕轟炸隊之調査研究・教育普及、關係兵器調査・研究・試験等。
1944年6月、改編為鉾田教導飛行師團。

## 沿革
- 1940年（昭和15年）12月 - 獨立為鉾田陸軍飛行學校。
- 1943年（昭和18年） - 設置福島縣原町分校。
- 1944年（昭和19年）6月20日 - 改編為鉾田教導飛行師團。

## 教育課程
甲種學生
- 對象 航空關係兵科大尉
- 修學内容 戰術、轟炸學術。

乙種學生
- 對象 新任航空關係兵科尉官。
- 修學内容 輕轟炸隊操縱必要之學術。

## 學校人事

### 歷代校長
- 柴田信一 少將：1940年12月2日－1942年12月1日（1941年8月25日進級中將）
- 藤塚止戈夫 少將：1942年12月1日－1943年10月18日
- 今西六郎 少將：1943年10月18日－1944年6月20日
- 高品朋 少將：1945年5月3日－1945年8月15日

### 幹事
- 中西良介 大佐：1940年12月－1941年7月
- 藤塚止戈夫 少將：1942年8月10日－1942年12月1日

### 教官
- 森玉德光 大佐：1941年8月1日－1942年10月1日
- 高品　朋 大佐：1941年10月15日－1942年4月15日
- 石川貫之 大尉：1943年8月－1944年3月（1943年9月從明野陸軍飛行學校分遣）

## 關連項目
- 大日本帝國陸軍飛行戰隊列表
- 濱松陸軍飛行學校
- 下志津陸軍飛行学校
- 明野陸軍飛行学校

## 外部連結
- 鉾田陸軍飛行学校 - 軍人データベース 『サクラタロウ DB (Purunus DB)』[永久] （日語）